# آلبرت هایهورست
آلبرت هایهورست (انگلیسی: Albert Hayhurst; ۱۷ سپتامبر ۱۹۰۵ – ۸ نوامبر ۱۹۹۱) بازیکن کریکت، و بازیکن فوتبال اهل بریتانیا بود.
از باشگاه‌هایی که در آن بازی کرده‌است می‌توان به باشگاه فوتبال لوتون تاون و باشگاه فوتبال ردینگ اشاره کرد.